# Aar (bloeiwijze)

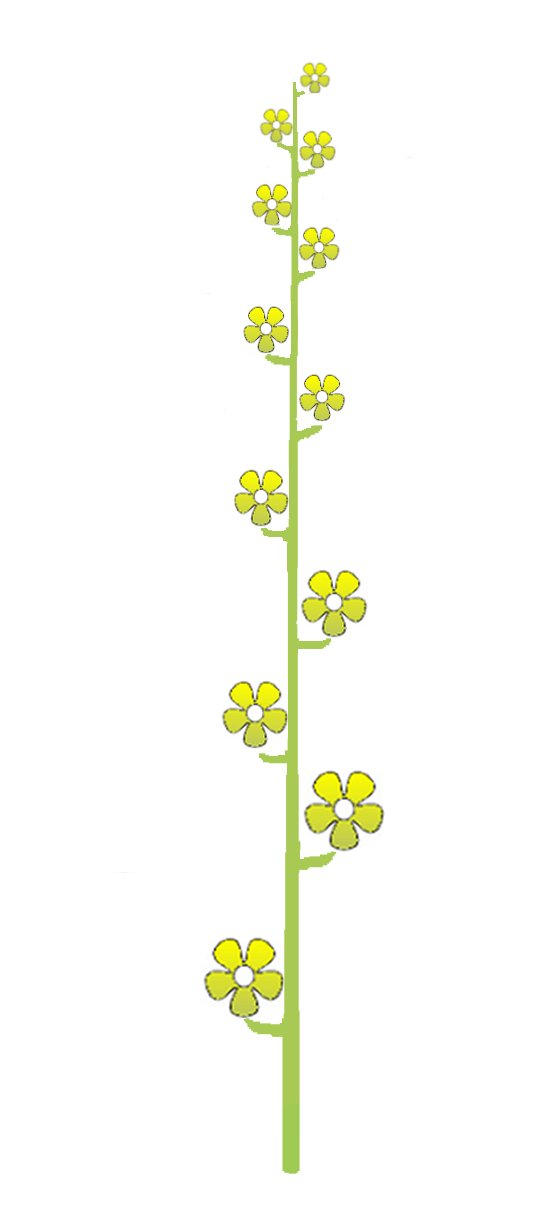
aar

Een aar (spica) is een bloeiwijze die bestaat uit een niet-verdikte bloemspil (hoofdas) met zittende bloemen of met aartjes. 
Veel granen en sommige andere grassoorten hebben aren, maar ook planten die niet tot de grassen behoren kunnen aren hebben, zoals waterbies (Eleocharis), zegge (Carex), grote lisdodde (Typha latifolia) en tweezaadlobbigen als vederkruid (Myriophyllum) en grote kattenstaart (Lythrum salicaria).
Er zijn ook samengestelde bloeiwijzen, die uit een pluim met zeer kort gesteelde aartjes bestaan en zo een op een aar gelijkende, dichte, smalle aarpluim vormen, zoals bij de grote vossenstaart of iets langer gesteeld, zoals bij kamgras.

Aar, en aar met aartjes
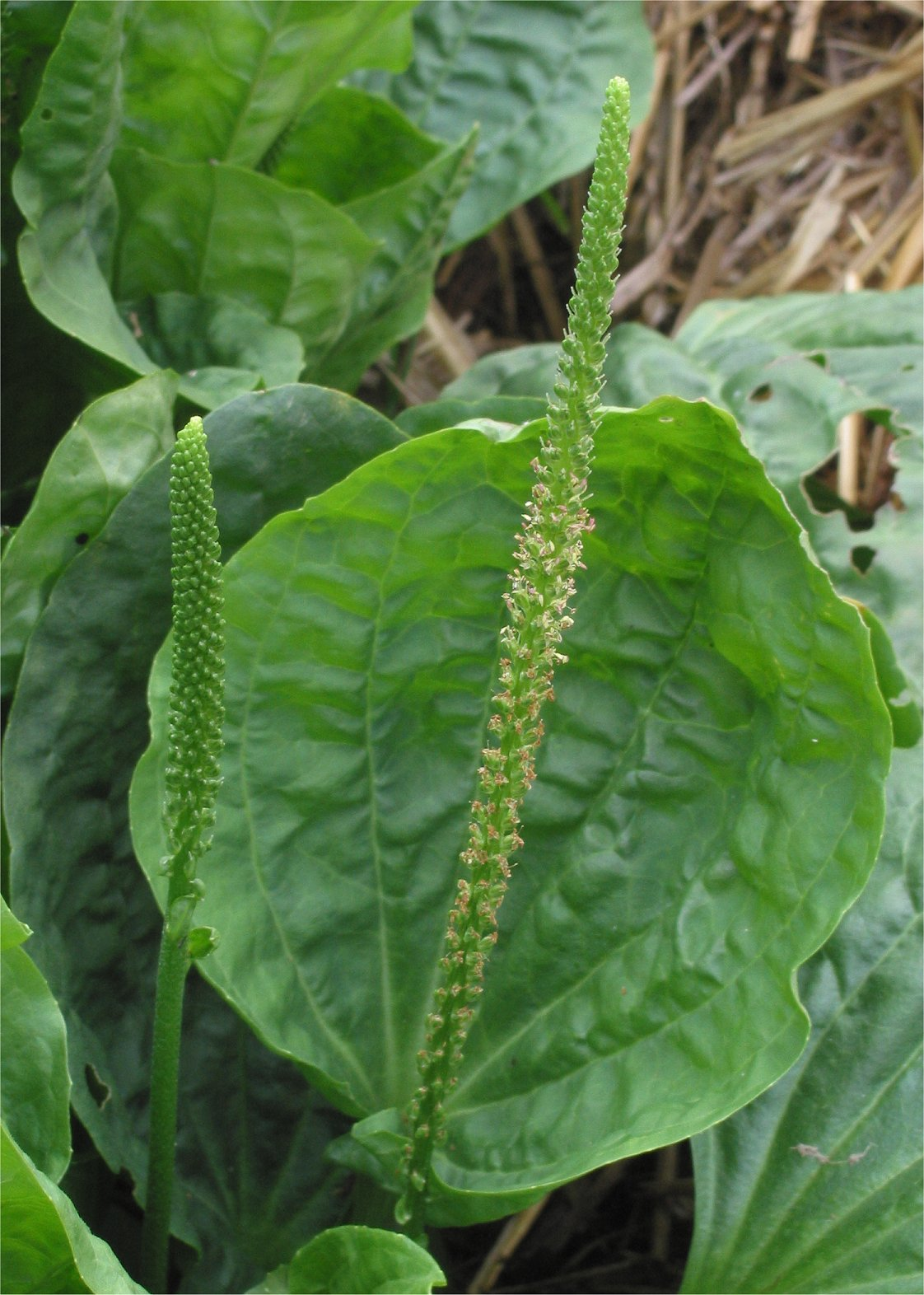
Aar van grote weegbree
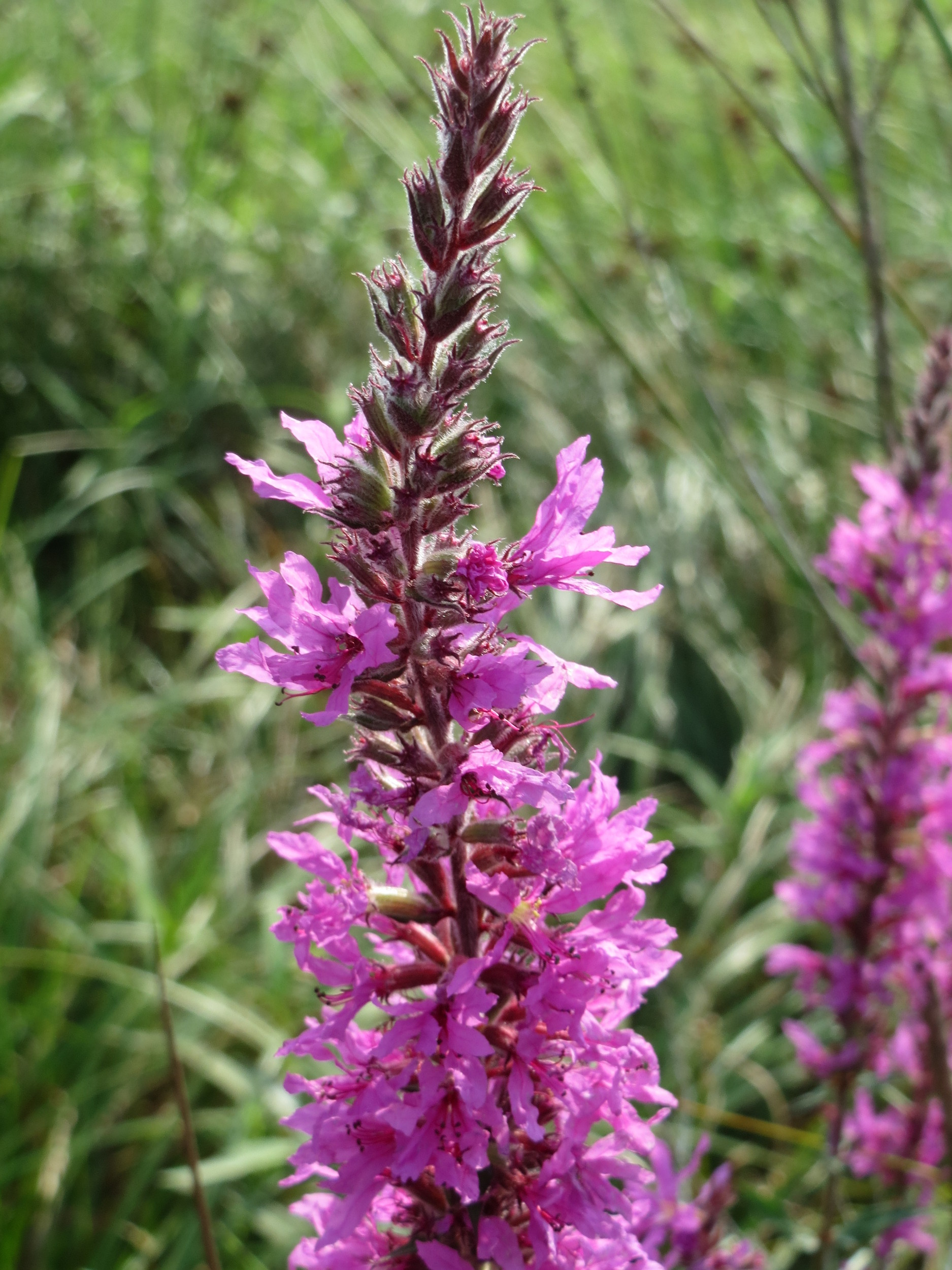
Aar van grote kattenstaart
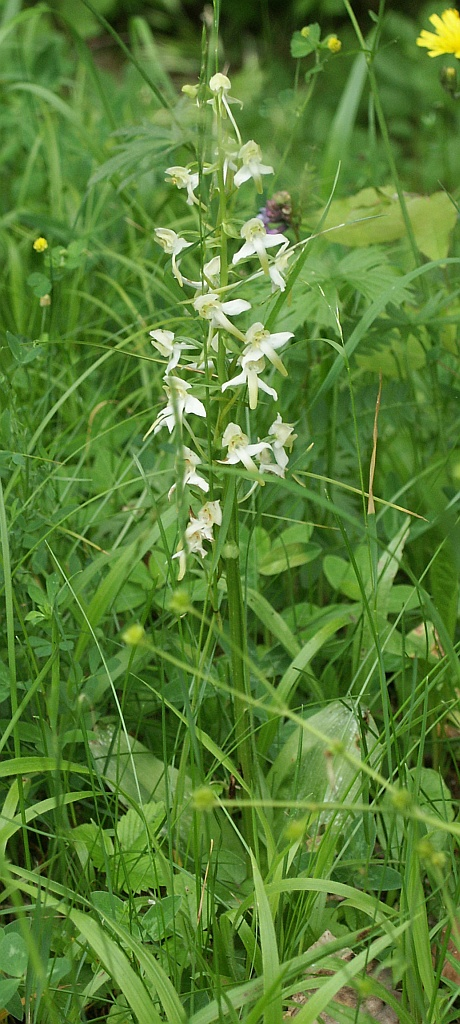
Losbloemige aar van bergnachtorchis
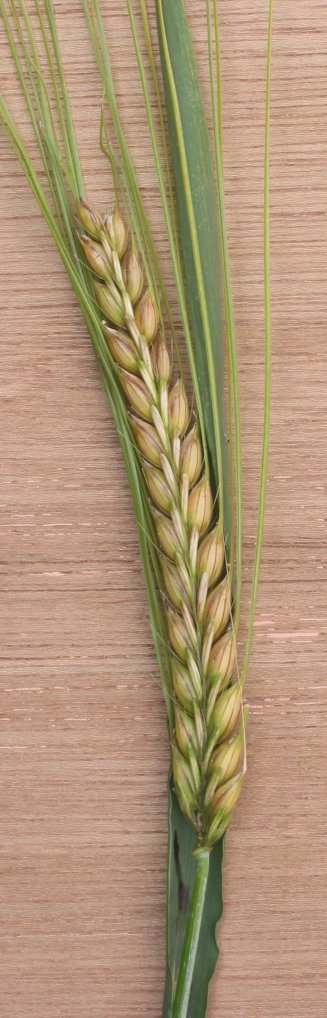
Tweerijige aar met aartjes van gerst
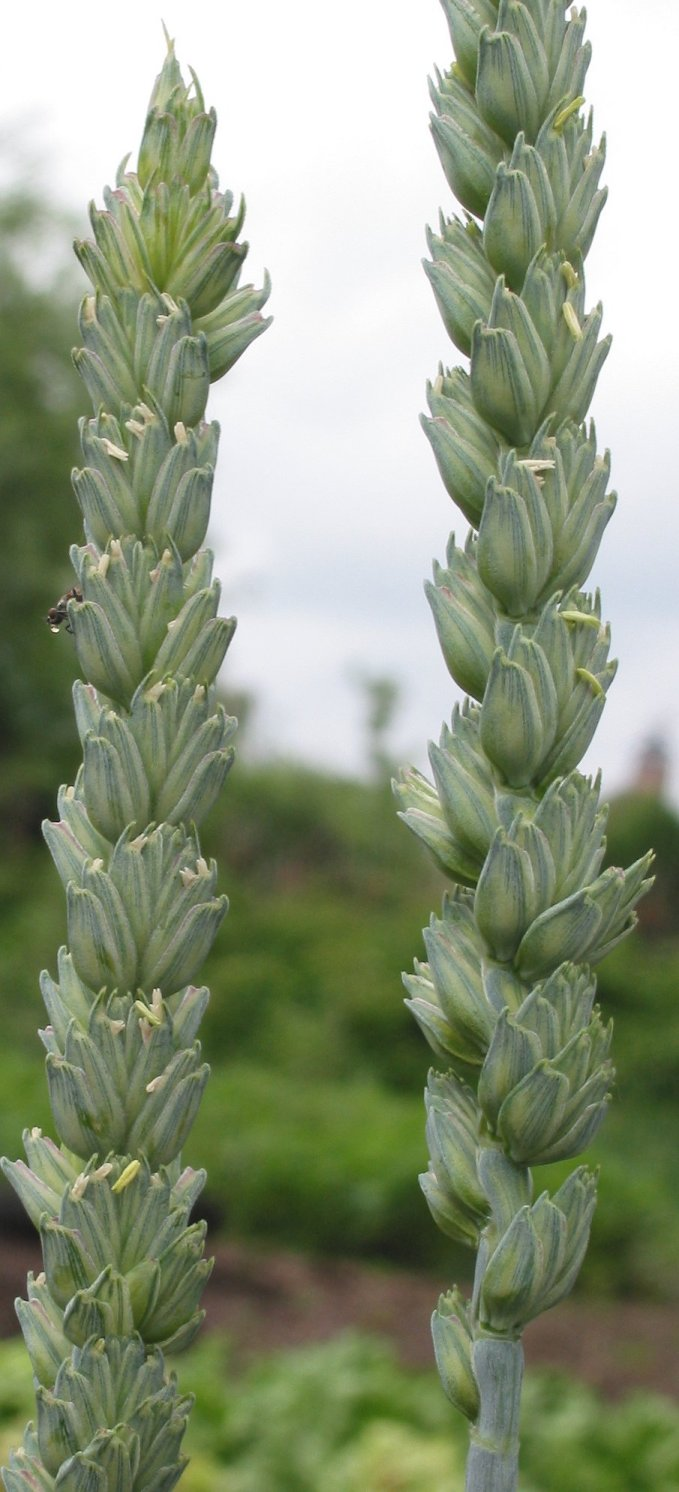
tarweaar met aartjes

Op een aar gelijkend
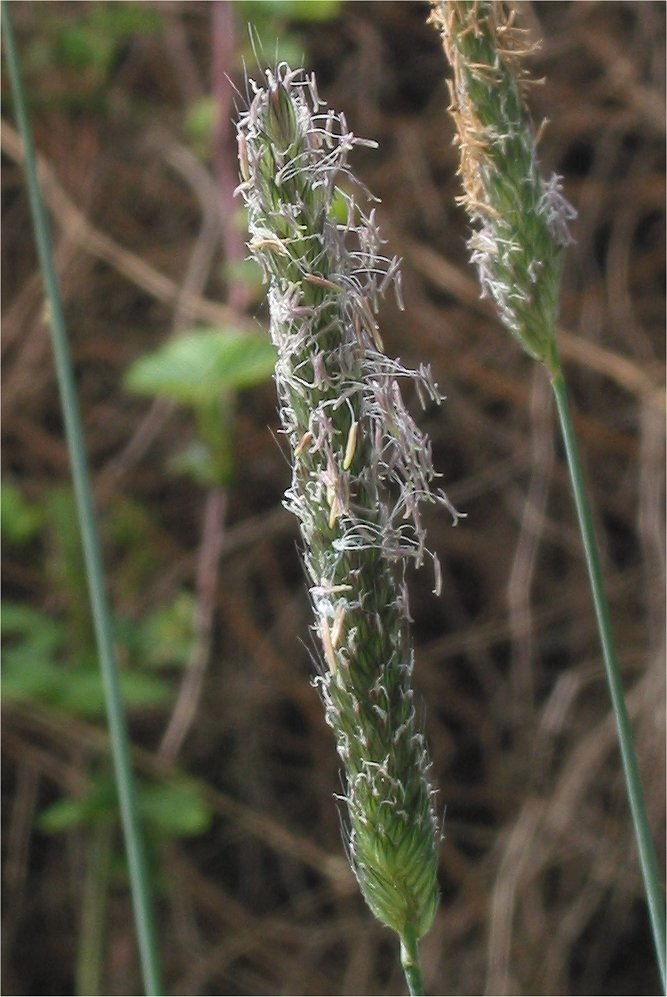
Op een aar gelijkende aarpluim van grote vossenstaart
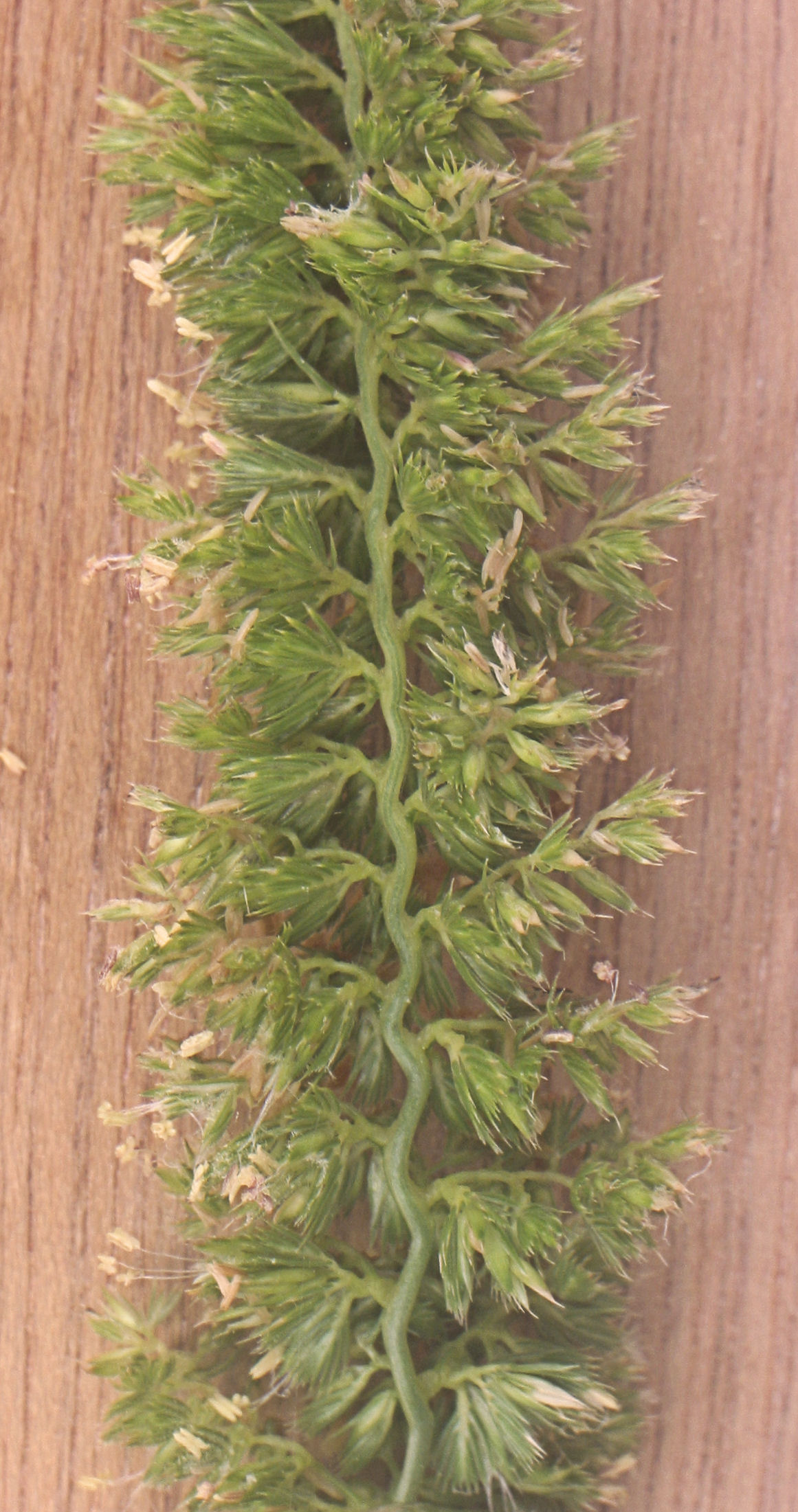
Op een aar gelijkende aarpluim van kamgras
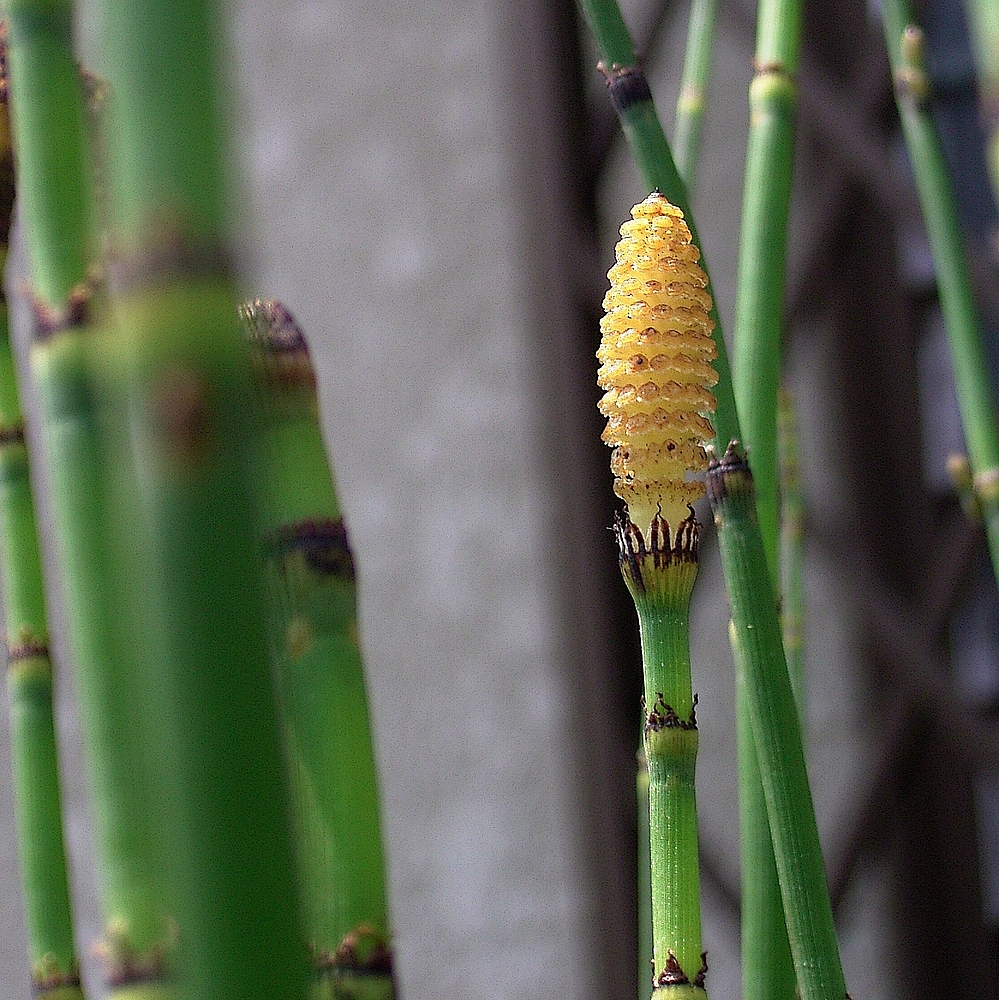
Op een aar gelijkende strobilus met sporangioforen van schaafstro